# Attacus bifenestratus
Attacus bifenestratus är en fjärilsart som beskrevs av Gschwandner. 1920. Attacus bifenestratus ingår i släktet Attacus och familjen påfågelsspinnare. Inga underarter finns listade i Catalogue of Life.